# 馬喰町站
馬喰町站（日语：／ Bakurochō eki */?）位於日本東京都中央區日本橋馬喰町一丁目，是東日本旅客鐵道（JR東日本）總武本線的鐵路車站。車站編號是JO 21。此站是中央區最北的鐵路車站。

## 概要
本站開業時是日本國有鐵道（日本國鐵，JR集團前身）海拔最低的車站（海拔-30.58m），故與國鐵海拔最高的車站野邊山站結成友好車站。本站剪票口前更擺放了以該站所在地（長野縣）出產的白樺木所製成的藝術品。
另外，本站開業時曾以「國鐵最深車站」（國鐵で一番低い站，JR接手後移除了國鐵的字眼）作為車站紀念印章。但因其後最深的紀錄被京葉線東京站和海峡線吉岡海底站取代，於2000年將印章更換為「批發街和歷史名鎮」（問屋街と歴史のある町）。馬喰町的地名由來是指江戶時代，此為提供馬匹休息吃草的馬厩，故2014年8月車站紀念印章再換為「江戶時代の馬喰町」。

### 停靠與轉乘路線
本站停靠的是總武快速線列車，也是從錦糸町站與緩行線分離後進去地下區間的第一站。
從連絡通道可轉乘都營地下鐵新宿線馬喰橫山站與都營地下鐵淺草線東日本橋站。
本站與馬喰橫山站之間有連絡檢票口。

## 历史
- 1972年（昭和47年）7月15日：本站開業，同日開始容許乘客經本站換乘都營地下鐵淺草線。
- 1978年（昭和53年）12月21日：都營地下鐵新宿線的馬喰橫山站開業，同樣容許乘客經本站換乘。
- 1987年（昭和62年）4月1日：國鐵分割民營化，本站由JR東日本接手經營。
- 2001年（平成13年）11月18日：智能卡系統Suica投入服務[広報 1]。
- 2010年（平成22年）10月31日：關閉綠色窗口。
- 2018年（平成30年）10月1日：業務委託化[4]。

## 構造
島式月台1面2線的地下車站。月台在地下5層。與都營地下鐵新宿線馬喰橫山站之間設有換乘通道。現為委託JR東日本車站服務執行車站業務的業務委託站。由新日本橋站管理
月台採單線潛盾工法建設，月台側壁是在開業後十多年的1984年3月設置。與西鄰的新日本橋站採用同樣的發車鈴聲。
JR車站的出入口分為1至6號出入口，其中最東側的6號出入口直通淺草橋交差點橫斷地下步道（國土交通省管理），再分為C1 - C5等五個地面出入口。
月台與西口大廳層之間設有電梯。通往地面的電梯則設於都營地下鐵馬喰橫山站、東日本橋站A4出入口。
檢票口分為西口、東口兩處，東口為無人檢票口。指定席售票機設於西口。綠色窗口已於2010年10月31日關閉。NewDays設於西口側付費區外。

### 月台配置
| 月台 | 路線                   | 方向 | 目的地                                   |
| ---- | ---------------------- | ---- | ---------------------------------------- |
| 1    | 總武（快速）、橫須賀線 | 上行 | 東京、橫濱、橫須賀、久里濱方向           |
| 2    | 總武線（快速）         | 下行 | 津田沼、千葉、成田、上總一之宮、君津方向 |

（來源：JR東日本:車站構內圖 （页面存档备份，存于））

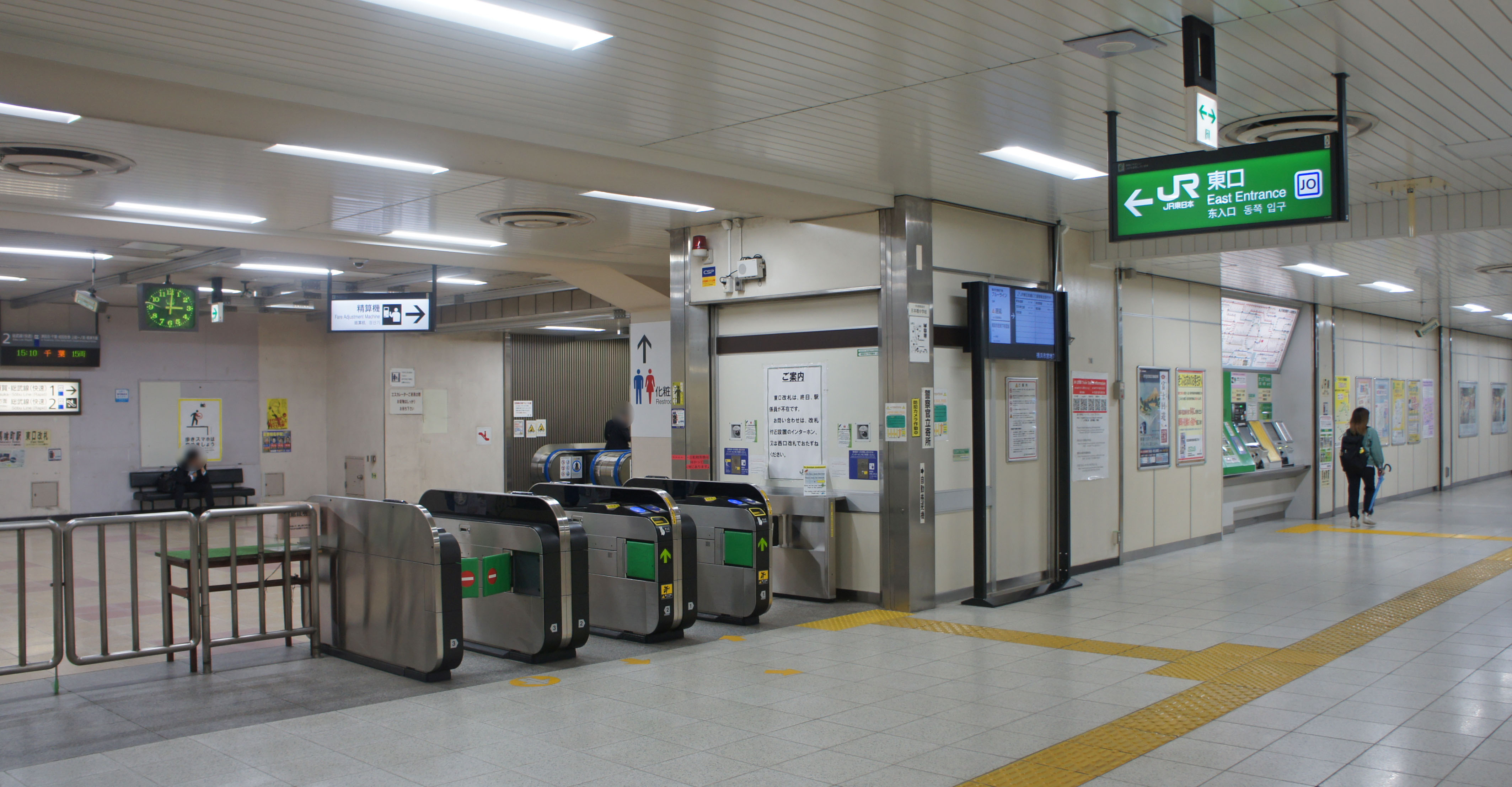
東检票口（2019年6月）
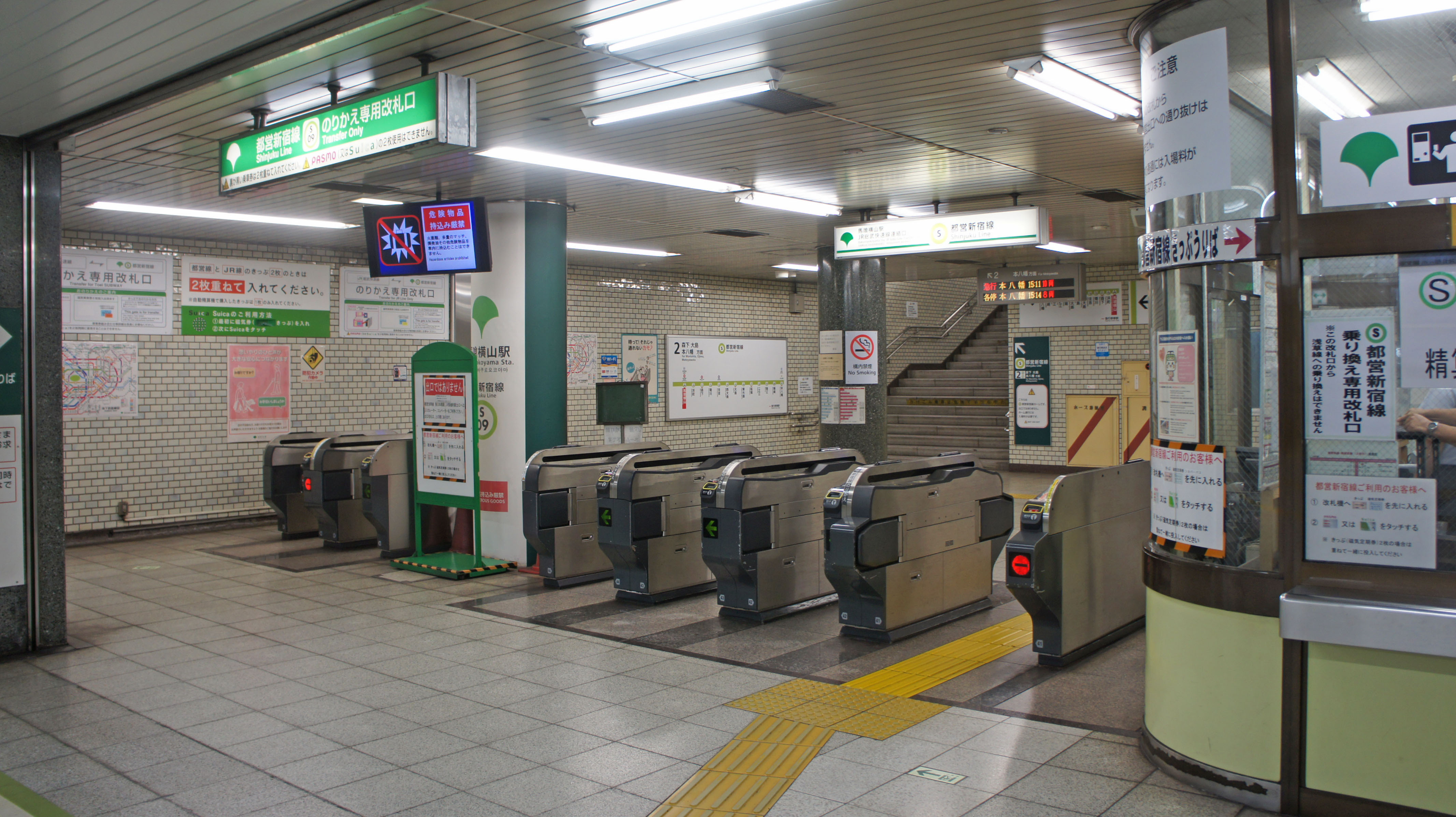
馬喰町・馬喰横山站联络通道内的检票口（2019年6月）
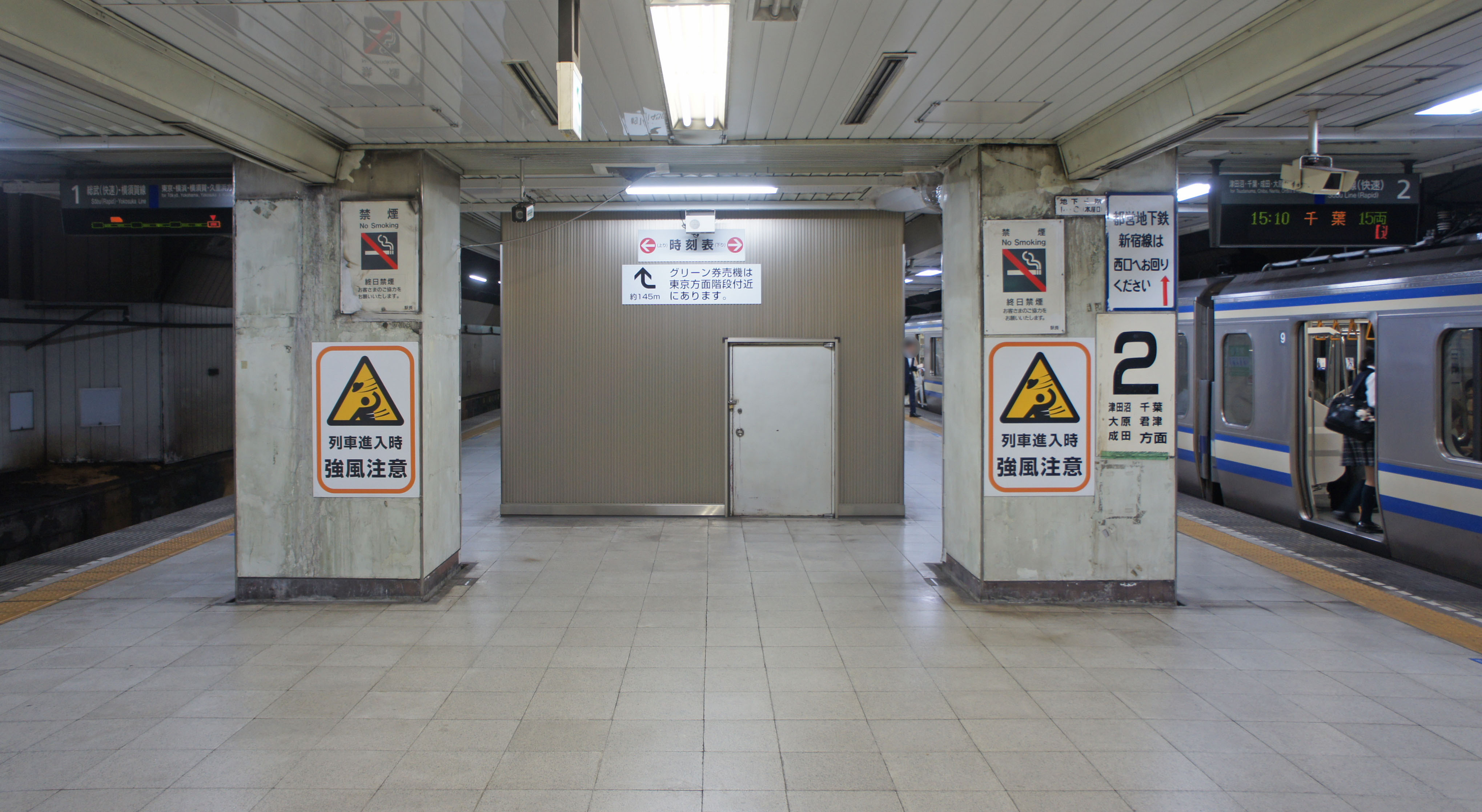
站台（2019年6月）
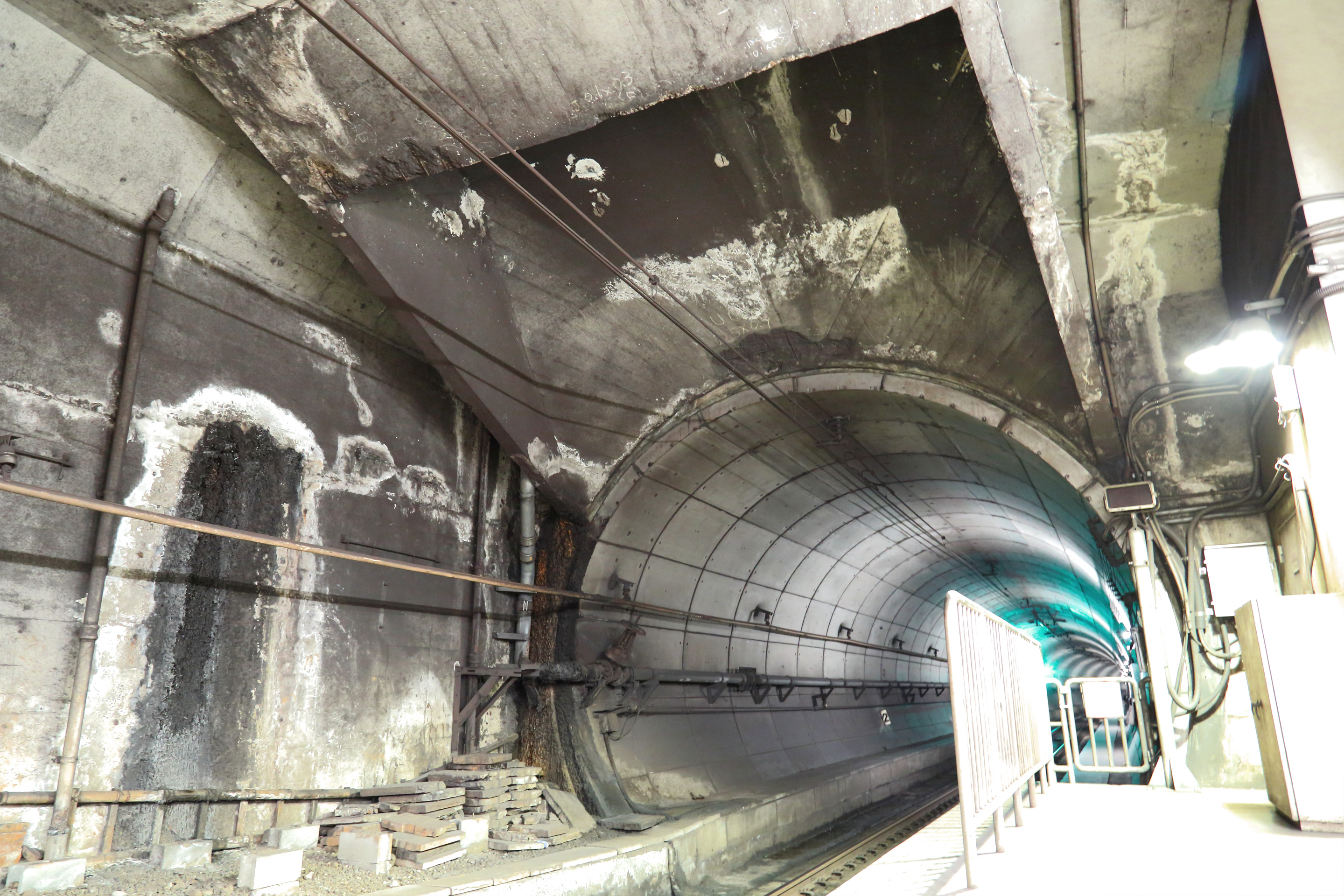
往東京方向股道隧道

## 利用狀況
2019年（令和元年）度的1日平均上車人次為26,183人。
近年的推移如下表。
| 年度               | 1日平均 上車人次 | 來源     |
| ------------------ | ---------------- | -------- |
| 1990年（平成02年） | 22,545           | [ * 1 ]  |
| 1991年（平成03年） | 23,658           | [ * 2 ]  |
| 1992年（平成04年） | 24,060           | [ * 3 ]  |
| 1993年（平成05年） | 24,118           | [ * 4 ]  |
| 1994年（平成06年） | 23,562           | [ * 5 ]  |
| 1995年（平成07年） | 23,489           | [ * 6 ]  |
| 1996年（平成08年） | 23,255           | [ * 7 ]  |
| 1997年（平成09年） | 22,923           | [ * 8 ]  |
| 1998年（平成10年） | 22,964           | [ * 9 ]  |
| 1999年（平成11年） | 22,831           | [ * 10 ] |
| 2000年（平成12年） | 22,589           | [ * 11 ] |
| 2001年（平成13年） | 22,461           | [ * 12 ] |
| 2002年（平成14年） | 22,655           | [ * 13 ] |
| 2003年（平成15年） | 22,078           | [ * 14 ] |
| 2004年（平成16年） | 21,629           | [ * 15 ] |
| 2005年（平成17年） | 21,523           | [ * 16 ] |
| 2006年（平成18年） | 21,919           | [ * 17 ] |
| 2007年（平成19年） | 23,051           | [ * 18 ] |
| 2008年（平成20年） | 23,742           | [ * 19 ] |
| 2009年（平成21年） | 24,004           | [ * 20 ] |
| 2010年（平成22年） | 24,428           | [ * 21 ] |
| 2011年（平成23年） | 24,400           | [ * 22 ] |
| 2012年（平成24年） | 24,495           | [ * 23 ] |
| 2013年（平成25年） | 24,614           | [ * 24 ] |
| 2014年（平成26年） | 24,544           | [ * 25 ] |
| 2015年（平成27年） | 25,024           | [ * 26 ] |
| 2016年（平成28年） | 25,275           | [ * 27 ] |
| 2017年（平成29年） | 25,784           | [ * 28 ] |
| 2018年（平成30年） | 26,192           | [ * 29 ] |
| 2019年（令和元年） | 26,183           |          |

## 周邊
- 日本橋橫山町、馬喰町批發街－日本最大的現購自運批發街，店鋪主要從事服裝及飾物批發。
- 纖維批發街（東神田、岩本町）－該處有不少歷史悠久的衣料店。
- 東神田一丁目郵局
- 可連接都營地下鐵車站。
  - 馬喰橫山站（新宿線）－步行約3分鐘
  - 東日本橋站（淺草線）－步行約7分鐘
- 中央·總武緩行線淺草橋站（6號出入口步行5分左右）

### 巴士路線
最接近的停留所是「馬喰町」停留所（1、2號出口附近）及「淺草橋」停留所（4、5號出口附近）。以下路線均由東京都交通局（都營巴士）營運。
- 東42-1：往南千住站西口、南千住車庫 / 往東京站八重洲口
- 東42-2：往南千住站西口、南千住車庫
- 秋26：往葛西站前
  - 馬喰町周邊的清洲橋通是往東的單行道，往秋葉原站方向須至西方江戶通的小傳馬町巴士站。

日之丸自動車興業
最近的巴士站是富澤町。
- Metrolink日本橋E路線：地下鐵水天宮前站方向

## 相鄰車站
東日本旅客鐵道（JR東日本）
 總武線（快速）
■通勤快速、■快速
新日本橋（JO 20）－馬喰町（JO 21）－錦糸町（JO 22）

### 廣報資料、新聞稿等一次資料
1. ↑   (PDF). 東日本旅客鉄道.   [2020-04-23]. （原始内容 (PDF)存档于2019-07-27） （日语）. （页面存档备份，存于）

### 使用情況
1. ↑  東京都統計年鑑 （页面存档备份，存于） - 東京都
2. ↑  中央区ポケット案内 （页面存档备份，存于） - 中央区

JR東日本2000年度以後的上車人次
1. ↑  各駅の乗車人員（2000年度） （页面存档备份，存于） - JR東日本
2. ↑  各駅の乗車人員（2001年度） （页面存档备份，存于） - JR東日本
3. ↑  各駅の乗車人員（2002年度） （页面存档备份，存于） - JR東日本
4. ↑  各駅の乗車人員（2003年度） （页面存档备份，存于） - JR東日本
5. ↑  各駅の乗車人員（2004年度） （页面存档备份，存于） - JR東日本
6. ↑  各駅の乗車人員（2005年度） （页面存档备份，存于） - JR東日本
7. ↑  各駅の乗車人員（2006年度） （页面存档备份，存于） - JR東日本
8. ↑  各駅の乗車人員（2007年度） （页面存档备份，存于） - JR東日本
9. ↑  各駅の乗車人員（2008年度） （页面存档备份，存于） - JR東日本
10. ↑  各駅の乗車人員（2009年度） （页面存档备份，存于） - JR東日本
11. ↑  各駅の乗車人員（2010年度） （页面存档备份，存于） - JR東日本
12. ↑  各駅の乗車人員（2011年度） （页面存档备份，存于） - JR東日本
13. ↑  各駅の乗車人員（2012年度） （页面存档备份，存于） - JR東日本
14. ↑  各駅の乗車人員（2013年度） （页面存档备份，存于） - JR東日本
15. ↑  各駅の乗車人員（2014年度） （页面存档备份，存于） - JR東日本
16. ↑  各駅の乗車人員（2015年度） （页面存档备份，存于） - JR東日本
17. ↑  各駅の乗車人員（2016年度） （页面存档备份，存于） - JR東日本
18. ↑  各駅の乗車人員（2017年度） （页面存档备份，存于） - JR東日本
19. ↑  各駅の乗車人員（2018年度） （页面存档备份，存于） - JR東日本
20. ↑  各駅の乗車人員（2019年度） （页面存档备份，存于） - JR東日本

東京都統計年鑑
1. ↑  .   [2020-07-31]. （原始内容存档于2016-03-05）. （页面存档备份，存于）
2. ↑  .   [2020-07-31]. （原始内容存档于2016-03-05）. （页面存档备份，存于）
3. ↑  .   [2018-02-12]. （原始内容存档于2013-08-15）. （页面存档备份，存于）
4. ↑  .   [2018-02-12]. （原始内容存档于2013-02-03）. （页面存档备份，存于）
5. ↑  .   [2018-02-12]. （原始内容存档于2013-02-03）. （页面存档备份，存于）
6. ↑  .   [2018-02-12]. （原始内容存档于2013-02-03）. （页面存档备份，存于）
7. ↑  .   [2018-02-12]. （原始内容存档于2013-02-03）. （页面存档备份，存于）
8. ↑  .   [2018-02-12]. （原始内容存档于2016-03-04）. （页面存档备份，存于）
9. ↑  東京都統計年鑑（平成10年）PDF
10. ↑  東京都統計年鑑（平成11年）PDF
11. ↑  .   [2018-02-12]. （原始内容存档于2016-03-04）. （页面存档备份，存于）
12. ↑  .   [2018-02-12]. （原始内容存档于2016-03-04）. （页面存档备份，存于）
13. ↑  .   [2018-02-12]. （原始内容存档于2017-07-29）. （页面存档备份，存于）
14. ↑  .   [2018-02-12]. （原始内容存档于2017-07-29）. （页面存档备份，存于）
15. ↑  .   [2018-02-12]. （原始内容存档于2017-07-29）. （页面存档备份，存于）
16. ↑  .   [2018-02-12]. （原始内容存档于2017-07-29）. （页面存档备份，存于）
17. ↑  .   [2018-02-12]. （原始内容存档于2017-07-29）. （页面存档备份，存于）
18. ↑  .   [2018-02-12]. （原始内容存档于2017-07-29）. （页面存档备份，存于）
19. ↑  .   [2018-02-12]. （原始内容存档于2017-07-29）. （页面存档备份，存于）
20. ↑  .   [2018-02-12]. （原始内容存档于2016-03-26）. （页面存档备份，存于）
21. ↑  .   [2018-02-12]. （原始内容存档于2016-03-27）. （页面存档备份，存于）
22. ↑  .   [2018-02-12]. （原始内容存档于2016-03-25）. （页面存档备份，存于）
23. ↑  .   [2018-02-12]. （原始内容存档于2016-03-27）. （页面存档备份，存于）
24. ↑  .   [2018-02-12]. （原始内容存档于2016-03-22）. （页面存档备份，存于）
25. ↑  .   [2018-02-12]. （原始内容存档于2017-07-30）. （页面存档备份，存于）
26. ↑  .   [2018-02-12]. （原始内容存档于2018-11-09）. （页面存档备份，存于）
27. ↑  .   [2020-07-31]. （原始内容存档于2019-05-02）. （页面存档备份，存于）
28. ↑  .   [2020-07-31]. （原始内容存档于2019-12-03）. （页面存档备份，存于）
29. ↑  .   [2020-07-31]. （原始内容存档于2020-08-04）. （页面存档备份，存于）

## 外部連結
- 車站資訊（馬喰町）：東日本旅客鐵道（日語）

35°41′39″N 139°47′01″E / 35.6943°N 139.7836°E